# Павле Јеринић
Павле Јеринић (Београд, 5. новембар 1986) српски је позоришни, телевизијски, филмски и гласовни глумац.

## Биографија
Јеринић је рођен 5. новембра 1986. године у Београду. Глуму је дипломирао на Факултету драмских уметности у Београду у класи професорке Биљане Машић 2009. године, са оценом десет на дипломском испиту и просечном оценом 9,52. Био је стипендиста Министарства омладине и спорта на конкурсу 1000 талената, 2008. године. Од 2006. године, стални је члан Народног позоришта у Београду, позоришта Бошко Буха и Звездара театра, у којим је одиграо мноштво представа.
Добио је награду Народног позоришта Петар Банићевић, која се додељује младом глумцу/глумици старосне доби до 35 година живота, који се уметнички истакао у периоду од 1. новембра 2014. до 31. октобра 2015. године и исказао висок професионализам у послу и односу према Народном позоришту. Признање је добио за улогу Дели Јове у представи Бела кафа. Награду Томислав Пејчић је добио као најбољи млади глумац на XXIII Фестивалу класике Вршачка позоришна јесен за улогу Дели Јове у представи Бела кафа. Награду за глумца вечери, према одлуци стручног жирија 21. глумачких свечаности Миливоје Живановић, добио је захваљујући улози Шандора Лепршића у представи Родољупци. Такође је добио и јавну похвалу за резултате у раду од изузетног и посебног значаја за успешну активност Народног позоришта у Београду за сезону 2017/2018.
Од 2011. године, ради као професор глуме у драмском студију Бис. Његов отац је познати југословенски и српски глумац, Бранко Јеринић, а рођак, такође југословенски и српски глумац, Бранислав Цига Јеринић.

## Улоге

### Позоришне представе
| Наслов                       | Улога                                     | Редитељ             | Позориште                                 | Премијера          |
| ---------------------------- | ----------------------------------------- | ------------------- | ----------------------------------------- | ------------------ |
| Женидба                      | Поткољосин (од 2013)                      | Славенко Салетовић  | Народно позориште у Београду              | 4. новембар 2005.  |
| Ромео и Јулија               | Грегорио, Меркуцио                        | Ивана Вујић         | Народно позориште у Београду              | 7. новембар 2006.  |
| Барон на дрвету              | Разбојник                                 | Стефан Саблић       | Позориште „Бошко Буха”                    | 4. март 2008.      |
| Фигарова женидба и развод    | Бартоло                                   | Слободан Унковски   | Народно позориште у Београду              | 16. новембар 2008. |
| Нова Страдија                | Коњ, Попокап, Болесник, Инвалид, Посланик | Кокан Младеновић    | Народно позориште у Београду              | 12. март 2009.     |
| Можда смо ми Мики Маус       |                                           | Матјаж Пограјц      | Народно позориште у Београду              | 2. јун 2009.       |
| Сумњиво лице                 | Ђока                                      | Божидар Ђуровић     | Звездара театар                           | 10. октобар 2009.  |
| Плави зец                    | Ловац                                     | Сташа Копривица     | Позориште „Бошко Буха”                    | 14. март 2010.     |
| Бекство                      |                                           | Ана Григоровић      | Установа културе „Вук Стефановић Караџић“ | 23. децембар 2010. |
| Мисис Толстој                | Черкез                                    | Радослав Миленковић | Народно позориште у Београду              | 4. јун 2011.       |
| Кањош Мацедоновић            | Вукац                                     | Вида Огњеновић      | Народно позориште у Београду              | 22. октобар 2011.  |
| Хенри шести                  | Вернон                                    | Никита Миливојевић  | Народно позориште у Београду              | 11. мај 2012.      |
| Педесет удараца              | Глас аудио документа                      | Ана Григоровић      | Атеље 212                                 | 18. јануар 2013.   |
| Успаванка за Вука ничијег    | Давид                                     | Ђурђа Тешић         | Народно позориште у Београду              | 9. јул 2013.       |
| Српска трилогија             | Драган                                    | Славенко Салетовић  | Народно позориште у Београду              | 22. новембар 2013. |
| Мајка храброст и њена деца   | Војник, Сељаков син                       | Ана Томовић         | Народно позориште у Београду              | 1. јун 2014.       |
| Пут у Дамаск                 | Непознати, Цезар                          | Никита Миливојевић  | Народно позориште у Београду              | 22. новембар 2014. |
| Бела кафа                    | Дели Јова                                 | Милан Нешковић      | Народно позориште у Београду              | 4. мај 2015.       |
| Родољупци                    | Шандор Лепршић                            | Андраш Урбан        | Народно позориште у Београду              | 30. октобар 2015.  |
| Кључеви од Лераха            | Андреј                                    | Наташа Радуловић    | Београдско драмско позориште              | 1. новембар 2016.  |
| Електра                      | Пилад                                     | Ива Милошевић       | Народно позориште у Београду              | 25. децембар 2016. |
| Сумњиво лице                 | Вића                                      | Андраш Урбан        | Народно позориште у Београду              | 21. јун 2017.      |
| Бајка о мртвој царевој кћери | Максим                                    | Наташа Радуловић    | Народно позориште „Тоша Јовановић”        | 17. фебруар 2017.  |
| Демон и пророк               | Славни песник, Фауст, Салијери            | Миљана Ћосић        | Установа културе „Вук Стефановић Караџић“ | 10. април 2017.    |
| Ричард трећи                 | Кејтсби                                   | Снежана Тришић      | Народно позориште у Београду              | 24. април 2017.    |
| Боливуд                      |                                           | Маја Пелевић        | Народно позориште у Београду              | 25. мај 2018.      |
| Нечиста крв                  | Томча                                     | Милан Нешковић      | Народно позориште у Београду              | 12. април 2019.    |

### Филмографија
|                   | 2000▼ | 2010▼ | 2020▼ | Укупно |
| ----------------- | ----- | ----- | ----- | ------ |
| Дугометражни филм | 1     | 6     | 0     | 7      |
| ТВ филм           | 0     | 1     | 0     | 1      |
| ТВ серија         | 4     | 6     | 3     | 13     |
| Кратки филм       | 0     | 3     | 0     | 3      |
| Укупно            | 5     | 16    | 3     | 24     |

| Год.        | Назив                                  | Улога                       |
| ----------- | -------------------------------------- | --------------------------- |
| 2000-е▲     |                                        |                             |
| 2004.       | Јелена (серија)                        | пијаниста                   |
| 2008—2009.  | Бела лађа (серија)                     | новинар / шофер Марко       |
| 2008.       | Краљевина Србија                       |                             |
| 2009.       | Грех њене мајке (серија)               | иследник                    |
| 2009.       | Паре или живот (серија)                | Јован                       |
| 2010-е▲     |                                        |                             |
| 2010.       | Мртав човек не штуца (кратки филм)     | наратор                     |
| 2010.       | Тотално нови талас (серија)            | Марко                       |
| 2010.       | Флешбек                                | апотекар                    |
| 2011.       | Тамарин изостанак (кратки филм)        | Раде                        |
| 2015.       | Бићемо прваци света                    | Неца Ђурић                  |
| 2015.       | Мркли мрак (кратки филм)               | Филип                       |
| 2015.       | Панта Драшкић цена части (ТВ филм)     | капетан Јанковић            |
| 2016.       | Прваци света (серија)                  | Неца Ђурић                  |
| 2017.       | Подивљали                              | РПФ стражар #3              |
| 2017.       | Нигде                                  | наратор у позоришту         |
| 2018.       | Краљ Петар Први (серија)               | капетан Милоје Савић        |
| 2018.       | Краљ Петар Први                        | капетан Савић               |
| 2018.       | Народно позориште у 10 чинова (серија) | Никола Поповић              |
| 2018.       | Ухвати Ејса                            | Кеш Ловић; Џек Шпијун (Е38) |
| 2019.       | Пет (серија)                           | Ашке                        |
| 2019.       | Револт                                 | поп                         |
| 2019.       | Јунаци нашег доба (серија)             | ревизор казина              |
| 2020-е▲     |                                        |                             |
| 2020— 2023. | Игра судбине (серија)                  | Матија Грбић                |
| 2020—2022.  | Убице мог оца (серија)                 | Бађо                        |
| 2021.       | Предстража (серија)                    | 313 / Марвин                |
| 2023.       | Салигија                               |                             |

### Улоге у синхронизацијама
| Година синх. | Филм/серија                                   | Лик(ови)                                                   |
| ------------ | --------------------------------------------- | ---------------------------------------------------------- |
| 2011.        | Змајева кугла З (Лаудворкс)                   | Зарбон, Џејс                                               |
| 2011.        | Фрифоникси                                    | Вокс, Курт                                                 |
| 2012.        | Анђеоски пријатељи                            | Сулфис, Гас                                                |
| 2012.        | Атлантида: Изгубљено царство                  | Мајло Тач                                                  |
| 2012.        | Аутомобили                                    | Шериф, Ред                                                 |
| 2012.        | Вулверин и Икс-мен                            | Вулверин / Џејмс Логан                                     |
| 2012.        | Дивљина                                       | Казар                                                      |
| 2013.        | Авиони                                        | Растурач                                                   |
| 2013.        | Живот буба                                    | Скокан, Трнавчевић                                         |
| 2013.        | Мар                                           | Нанаши, Посвећени                                          |
| 2013.        | Тара Данкан                                   | Чем, Едвард                                                |
| 2013.        | Мућкалица                                     | Антон Его                                                  |
| 2013.        | Трансформерси: Прајм (С1)                     | Мегатрон, Вилџек                                           |
| 2014.        | Авиони 2: Храбри ватрогасци                   | Ветрослав                                                  |
| 2014.        | Град хероја                                   | Васаби                                                     |
| 2014.        | Каиџудо                                       | Тацурион Боб                                               |
| 2014.        | Сендокаи (С1)                                 | Коча                                                       |
| 2014.        | Страшни Лери                                  | Кари, Дракула, полицајац                                   |
| 2014.        | Тврд орах                                     | Лакопрсти                                                  |
| 2014.        | Џастин и храбри витезови                      | Сер Клорекс                                                |
| 2014.        | Шетња са диносаурусима                        | Мргуд                                                      |
| 2015.        | Смотанко и Трапавко: Невероватна мисија       | Мазгомрвитељ                                               |
| 2015.        | Вакфу (С2)                                    | Рушу, Анатар, Арман, Фелинор                               |
| 2016.        | Кућа Бука                                     | додатни гласови                                            |
| 2016.        | Храбри петао                                  | Громовити итд.                                             |
| 2017.        | Академија чаролија                            | Леополд Арчер                                              |
| 2017.        | Бансен је звер                                | Џери Звер, Вулфи, наставник Мишић, Флегма Фред Фантастични |
| 2017.        | Пирата и Капетано                             |                                                            |
| 2017-2018.   | Млади мутанти нинџа корњаче (2012)            | Каваксас, Дракула                                          |
| 2017.        | Нела — витешка принцеза                       | Бадалф (С1, сем у С1Е30, 36, 37, 40), Громовити            |
| 2017.        | Сунђер Боб Коцкалоне (Голд диги нет ТВ синх.) | Лари Јастог, додатни гласови                               |
| 2017-2019.   | Развали игру                                  | Доктор Кортекс, Френк Нути, додатни гласови                |
| 2018.        | Ухвати Ејса                                   | Кеш Ловић; Џек Шпијун (Е38, 52)                            |
| 2018.        | Блејз и чудовишне машине                      | Рикослав                                                   |
| 2018.        | Волтрон: Легендарни заштитник                 | Заркон итд.                                                |
| 2018.        | Инстант мама                                  | Чарли Филипс                                               |
| 2018.        | Кућа Бука                                     | додатни гласови                                            |
| 2018.        | Кремпитићи                                    | Стриц Брзоје, наслов, називи епизода; Цакани (сем у Е45)   |
| 2018.        | Миракулус: Авантуре Бубамаре и Црног Мачора   | Габријел Агрест                                            |
| 2018.        | Невероватна прича о џиновској крушки          | Гусарски капетан                                           |
| 2018.        | Ригл акедеми                                  | Мелвин (С2), Манђафоко, Вон Жабац, Мрачни змај             |
| 2018.        | Тандерменови                                  | Тед Бредфорд (неке епизоде), Чед Бредфорд, Пери            |
| 2018.        | Тролови у ритму                               | Биги, Мрвица, Ловац Тестић / Бум, Шмекси итд.              |
| 2018.        | Тролхантерс Гиљерма дел Тора                  | Блинки итд.                                                |
| 2018.        | Млади мутантни нинџа корњаче (2012)           | Дракула                                                    |
| 2018.        | Тандерменови                                  | Тед Бредфорд (неке епизоде), Чед Бредфорд                  |
| 2018-2019.   | Уздизање нинџа корњача                        | Рафаел                                                     |
| 2018.        | Чета витезова                                 | Рајкер                                                     |
| 2018-2020.   | Хенри Опасност                                | Невидљиви Бора (Бред) (С5), Рајкер, Роџер Рејнолдс         |
| 2019.        | Алвин и веверице (2015)                       | разни ликови                                               |
| 2019.        | Доживотна родбина                             | Кларк                                                      |
| 2019.        | Екипа цица-маца                               | Шеф                                                        |
| 2019.        | Мистерија породице Хантер (С3)                | Реџиналд „Рекс“ Леџенд                                     |
| 2019.        | Младе снаге истраге                           | господин Велс                                              |
| 2019.        | Парк чудеса                                   | Стив                                                       |
| 2019.        | Табалуга                                      | Лимбо                                                      |
| 2019.        | Тајне авантуре кућних љубимаца 2              | Мел                                                        |
| 2019.        | Чувена инвазија медведа на Сицилију           |                                                            |
| 2019.        | Чудовишна екипа математичара                  | Пробирљиво чудовиште, Дугорепо чудовиште                   |
| 2020.        | Гормити (2018)                                | Лорд Војдус                                                |
| 2020.        | Дулитл                                        | Јоши                                                       |
| 2020.        | Мали шеф: Назад на посао                      | Мали шеф (С1-2)                                            |
| 2020.        | Најбољи крзнени пријатељи                     | Наслови епизода и натписи у епизодама                      |
| 2020.        | Суперјунак Семсем                             | СемМеда                                                    |
| 2020.        | Фeнтази патрол                                | Дух                                                        |
| 2020.        | Фантастични повратак у Оз                     |                                                            |
| 2020.        | Маркусов ниво                                 | Горбар                                                     |